# 산리기역
산리기역(일본어: 三里木駅)은 일본 구마모토현 기쿠치군 기쿠요정에 위치한 규슈 여객철도 호히 본선의 철도역이다. 섬식 승강장 1면 2선의 구조를 갖춘 지상역이다.

## 타는 곳
| 1 | ■ 호히 본선 | (상행) | 구마모토 방면        |
| 2 | ■ 호히 본선 | (하행) | 히고오즈 · 아소 방면 |

## 역 주변
- 구마모토 은행 기쿠요 지점
- 후지 필름
- 국도 제57호선

## 역사
- 1914년 6월 21일 : 철도원이 개업.
- 1983년 11월 30일 : CTC 도입에 의해 무인화.
- 1987년 4월 1일 : 일본국유철도 분할 민영화에 의해, 규슈 여객철도가 승계.
- 1999년 10월 1일 : 역 주변의 인구 증가에 의해 이용에 증가해 대응하는 조사원을 재배치.
- 2001년 10월 28일 : 역사를 전면 개장(승강장도 일부 개장).
- 2012년 12월 1일 : 교통계 IC카드 SUGOCA 도입.

## 인접 역
| 호히 본선                  | 호히 본선   | 호히 본선            |
| -------------------------- | ----------- | -------------------- |
| 히카리노모리 구마모토 방면 | ■ 호히 본선 | 하라미즈 오이타 방면 |